# عثث أبو الهول
الفَراش الصقريّ أو عثث أبو الهول أو العثث الصقرية أو الديدان القرنية أو فصيلة سفينجيدي (الاسم العلمي: Sphingidae) هي فصيلة من الحشرات تتبع رتبة حرشفيات الأجنحة من طائفة الحشرات. تلك الفصيلة التي تشمل 1450 نوعًا. وهي ممثلة جيدًا في المناطق الاستوائية ولكن توجد منها أنواع في جميع الأقاليم. يتراوح حجمها بين المتوسط إلى الكبير وتتميز بين الفراشات بقدرتها السريعة والطويلة على الطيران. تمثل الأجنحة الضيقة والبطن الانسيابي وسائل تكيف من أجل الطيران السريع.
ترفرف بعض فراشات الصقرية مثل الفراش الصقري الطنان في الهواء بينما تتغذى على الرحيق من الأزهار وأحيانًا يُخلَط بينها وبين الطائر الطنان. تطورت تلك القدرة على التحليق أربع مرات فقط في مقتاتات الرحيق: الطائر الطنان وخفافيش معينة والذباب المحلّق وتلك المسماة سفنجدس  (مثال على التطور المتقارب). لقد تمت دراسة السفنجيدات كثيرًا نظرًا لقدرتها على الطيران وخصوصًا قدرتها على الحركة بسرعة من جانب لآخر أثناء التحليق فيما يعرف باسم «التحليق المتأرجح» أو «الانزلاق الجانبي». لقد تم تطوير ذلك لكي تتعامل مع كمائن المفترسات التي تكمن لها في الأزهار.
إن السفنجيدات هي واحدة من أسرع الحشرات الطائرة حيث يستطيع بعضها أن يطير بسرعة أكبر من 5.3 م / ث (12 ميلاً في الساعة). وتبلغ المسافة بين جناحيها من 40 مم إلى ما يزيد عن 10 سم.

## التصنيف
- أبو الهولاوات
  - أبو الهولاوية
    - أبو الهول

## دورة الحياة
يرقة ( كرفس فرس النهر (Hippotion celerio))

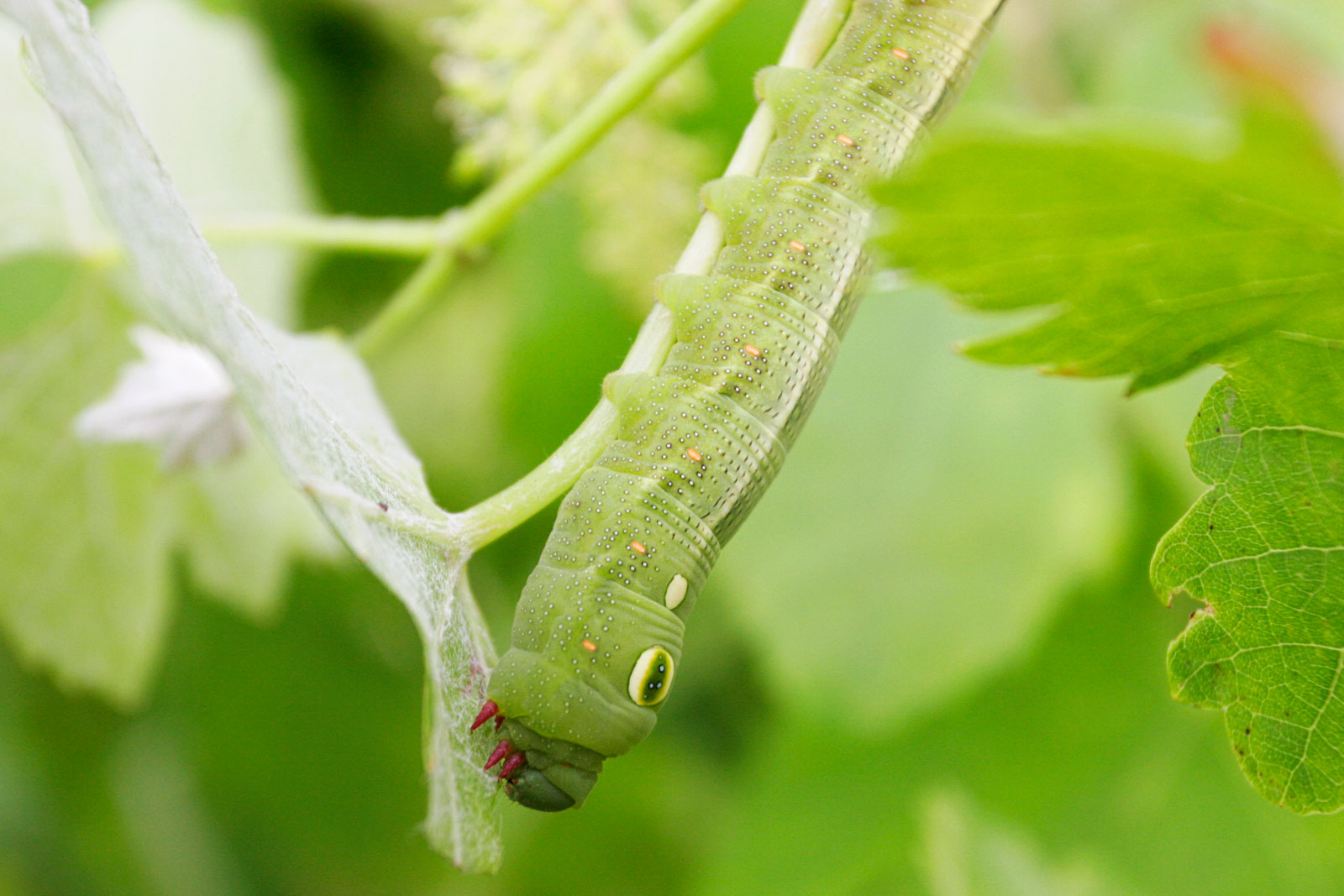
كرفس فرس النهر (Hippotion celerio) فراشة الصقر الكرمة

لدى معظم الأنواع عدة أجيال في العام الواحد إذا كانت ظروف المناخ مناسبة.

### البيض
تضع الأنثى بيضًا شفافًا مخضرًا متسطحًا وناعمًا. عادة ما يوضع البيض منفردًا  على النبات المُضيف. يختلف زمن تطور البيض بشدة فيتراوح من 3 إلى 21 يومًا.

### اليرقة

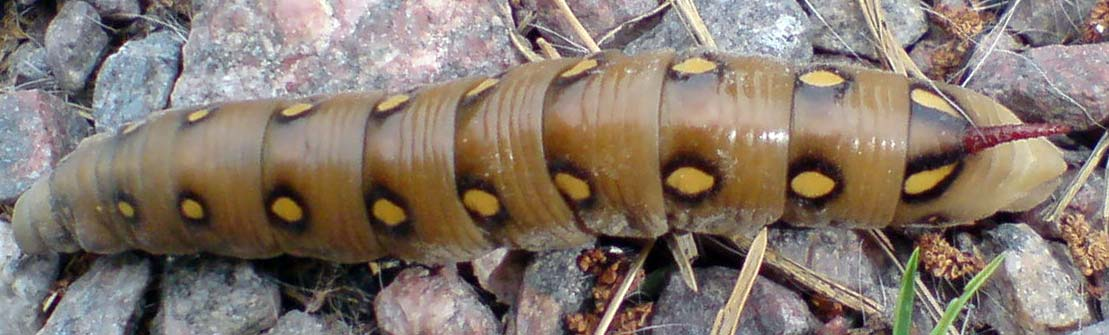
يسروع

هيلز جاللي يسعى إلى مكان لتتخدر. يتحول لون اليسروع إلى اللون الغامق قبل التخدير.يتراوح حجم يسروع [[السفينجيد من المتوسط إلى الكبير وله جسد بدين. لديها 5 أزواج من أشباه الأرجل الملحقة. تفتقر أجسادها عادة إلى الشعر أو العُجَر ولكن لدى معظم الأنواع "قرن" في المؤخرة  والذي قد يتقلص إلى برعم أو يختفي في]] الطور [[النهائي. الكثير منها أخضر وبني]] مُلْغَز [[ولديها نماذج تظليل مضاد لتخفيها. والبعض الآخر ذو ألوان واضحة وتحديدا ذو بقع بيضاء على خلفية سوداء أو صفراء على طول الجسد. إن نموذج الشروط المائلة على طول الجانب هو ميزة شائعة. حينما تستريح]] اليرقة تقوم بسحب أرجلها عن السطح وتثني رأسها للأسفل مما يشبه أبا الهول المصري [[مما سبب اسم "فراشة سفينكس". يعتقد أن بعض اليرقانات الاستوائية تقلد الثعابين. تسارع اليرقة بصب مادتها اللزجة من]] المعي الأمامي [[والتي غالبًا ما تكون سامة على المهاجمين مثل النمل والطفيليات. يتوقف معدل التطور على درجة الحرارة، ولتسريع التطور فإن بعض الأنواع الشمالية وأنواع المرتفعات تأخذ حمام شمس.
تنغمس اليرقة في التربة لتدخل في الخدر حيث تبقى من 2-3 أسابيع قبل أن تخرج وهي بالغة.

### الخادرة
لدى بعض الخادرات من سفنجيدا خرطوم حر بد من أن تنصهر إلى حالة الخادرة كما هو شائع بكثرة في ماكرولبيدوبترا. لديها]] خادرة|عضلة مشمرة عند قمة البطن. عادة ما تصبح خادرة من النبات المضيف إلى حجرة تحت الأرض أو بين الصخور أو شرنقة مفكوكة. تكون الخادرة في معظم الأنواع هي مرحلة ما بعد الشتاء.

### البالغون

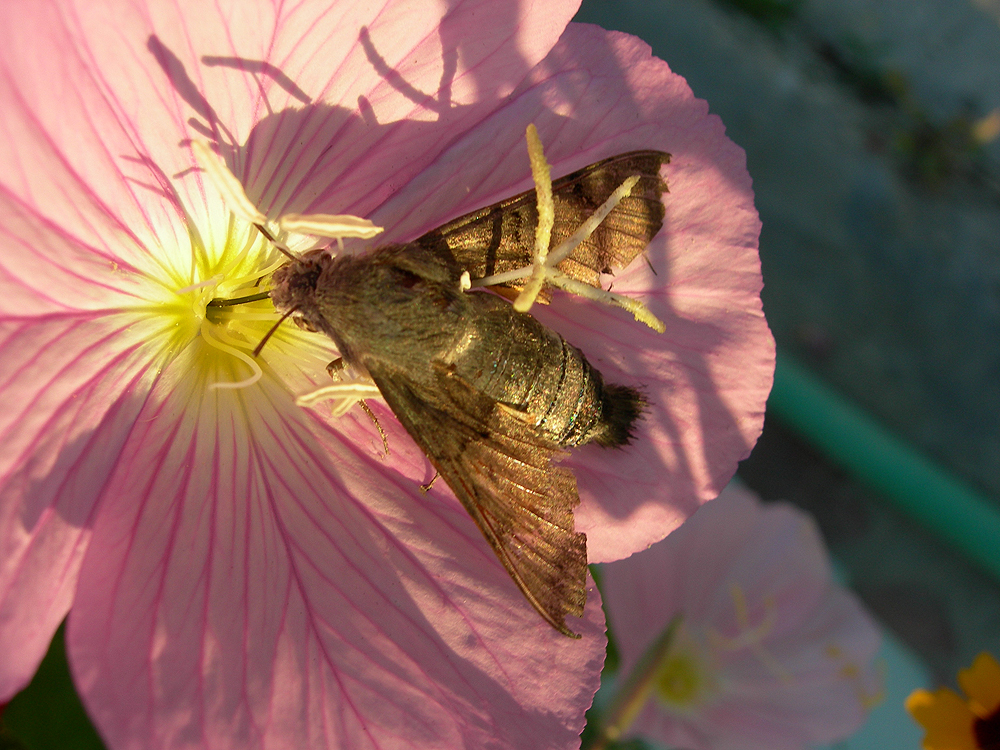
فراشة صقر تتغذى فيأوليمبياكي

أكتي اليونان

#### الوصف
عادة لا تكون قرون الاستشعار خفيفة جدًا حتى في الذكور. تنقصها أعضاء طبلة الأذن [[ولكن أفراد قبيلة كوروكامبيني لديها أعضاء سمع على رؤوسها. لديها]] زوجا أجنحة (تشريح لبيدوبتيرا) رابط شادّوقيد [[لربط الأجنحة الخلفية والأمامية. يُغطى الصدر والبطن والأجنحة بقشرة رقيقة. قد يكون دى سفينجيدس خرطوم متقلص ولكن لدى معظمها خرطوم طويل جدًا. تستعمله لتتغذى على الرحيق من الأزهار. غالبها يكون]] غسقي أو ليلي ولكن بعض الأنواع تطير نهارًا. كلٌ من الذكور والإناث يعيشون طويلا ًلفترة متقاربة (يعيشون من 10 إلى 30 يومًا). تقوم أغلب الأنواع بنفض عضلاتها قبل الطيران لتسخينها، وتتجاوز درجة حرارة أجسامها أثناء الطيران 40° س.
في بعض الأنواع تكون ازدواجية الجنس (اختلافات الشكل بين الجنسين) ملحوظة جدًا. فعلى سبيل المثال تكون قرون الاستشعار في الأنواع الإفريقية هرس كونفولفولي (فراشة الصقر الكونفولفولوس أو صباح المجد) أكثر سماكة وعلامات الأجنحة بها نقط أكثر في الذكر عن الأنثى. ولدى الذكور فقط خطاف رباط شادّ وقيد. وكذلك فإن ذكور فراشة الصقر لديهم عُرف جزئي من الشعر على طول قرون الاستشعار لديهم. تنادي الإناث على الذكور لتأتي إليهن عن طريق الفرمونات. قد يغمر الذكر الأنثى بالفرمون قبل التزاوج.

#### السلوك
تطير بعض الأنواع مدة قليلة فقط إما عند الغسق أو الفجر، بينما تظهر أنواع أخرى في وقت متأخر من الليل والبعض الآخر عند منتصف الليل، ولكن مثل هذه الأنواع قد تُرى عرضًا وهي تتغذى على الأزهار وقت النهار. هناك أنواع شائعة قليلة في إفريقيا مثل سيفونودز هيلاس فيرسنز (Cephonodes hylas virescens) (صقر النحلة الشرقي) وليوكوستتروفوس هيروندو (Leucostrophus hirundo) وماكروجلوسوم تروشيلوس (Macroglossum trochilus) وهي نهارية.

## نباتات الغذاء

### اليرقة

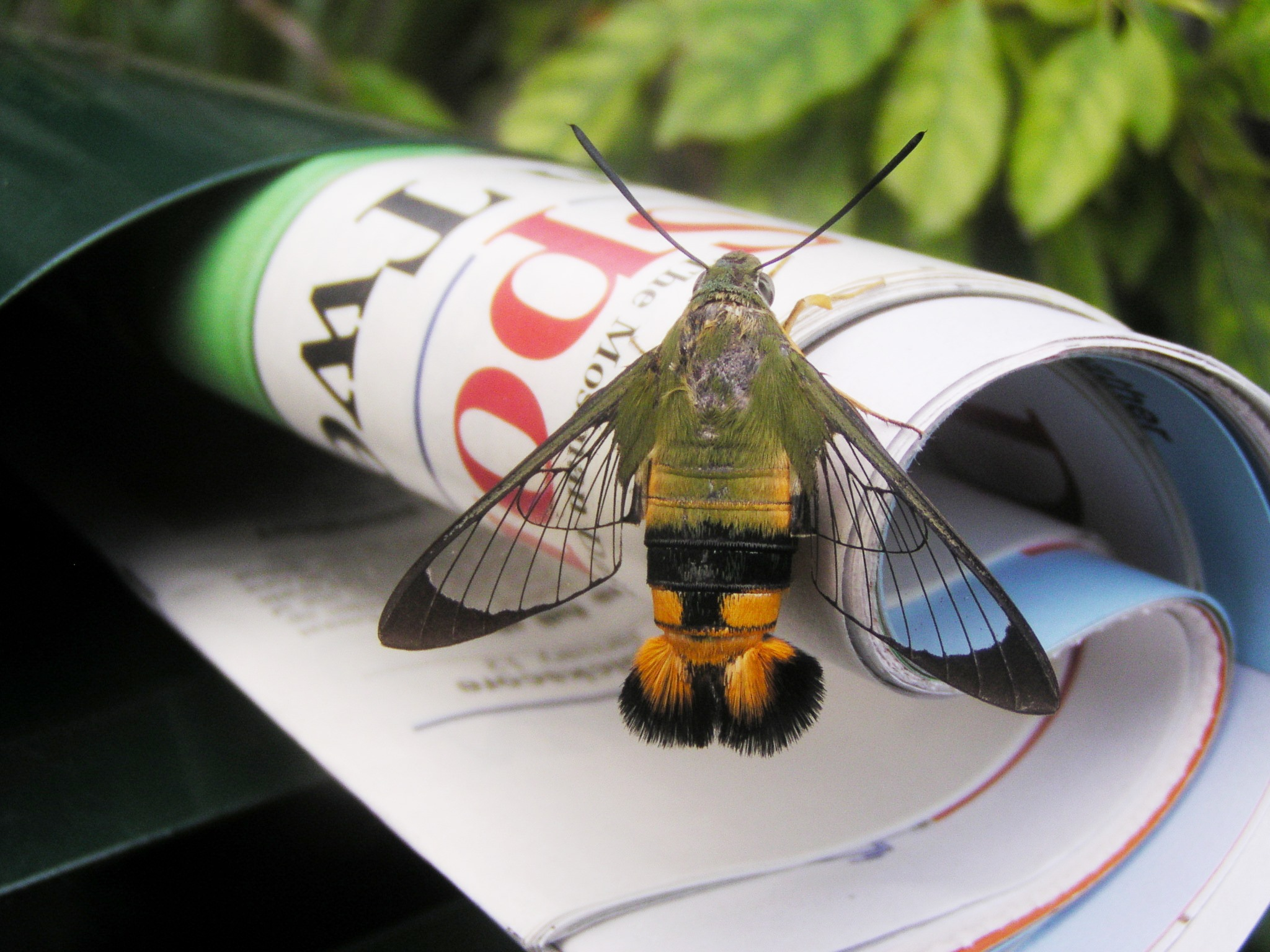
فراشة صقر النحلة (سيفونودز كينجي (Cephonodes kingii)) وعش الغراب، نيو ساوث ويلز

تميل يرقة سفنجيد لأن تكون محددة الغذاء أكثر من كونها عامة التغذية. ومقارنة بـ ساتورنيدا (Saturniidae) التي تشبهها في الحجم فإن السفنجيديات تتغذى على الأوراق الصغيرة الطريقة للنباتات المضيفة قليلة السمية، وتمضغ وتهرس الغذاء إلى قضمات صغيرة جدًا. تستطيع بعض الأنواع أن تتحمل تركيزات عالية جدًا من سموم معينة. تقوم دودة التبغ القرنية (Tobacco hornworm) وماندوكا سيكتا (Manduca sexta) بإزالة السمية وبطرح النيكوتين بسرعة كما تفعل فراشات سفينجيد أخرى شبيهة في التحت فصيلة سفينجينا (Sphinginae) وماكروجلوسينا (Macroglossinae) (لبيدوبترا (Lepidoptera))، ولكن أفراد سمرينثينا (Smerinthinae) التي اختُبِرت وجد أنها حساسة. الأنواع التي تحتمل السم لا تفصله في أنسجتها، 98% تم طرحه. ومع ذلك فإن أنواع أخرى مثل هايلز إيوفروبيا (Hyles euphorbiae) ودافنز نري (Daphnis nerii) تحجز السموم من مضيفها ولكنها لا تتجاوزها في مرحلة البلوغ.

### البالغون

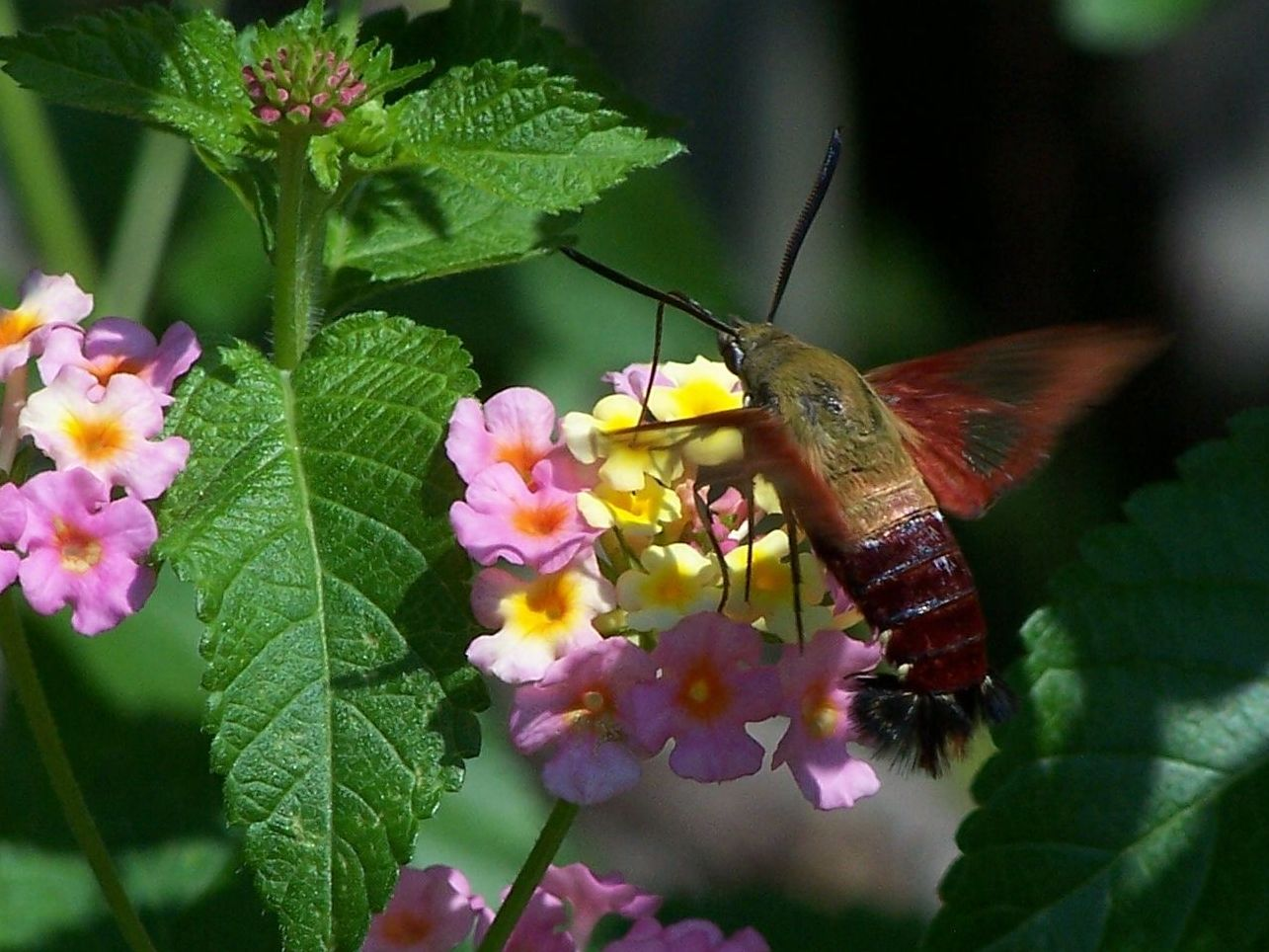
تتغذى هيامرس ثيسب (Hemaris thysbe) أو فراشة الطائر الطنان شفافة الجناح على أزهار

لانتانا يتغذى أغلب البالغون على الرحيق بالرغم من أن قليلاً من الأنواع الاستوائية تتغذى على إفرازات العين وتسرق فراشة الصقر ذات رأس الموت العسل من النحل. تميل سفنجيدات الليل إلى تفضيل الأزهار ذوات أنبوب التُّوَيْج الطويل والرائحة الطيبة، بولينيشن سيندروم (pollination syndrome) المعروفة باسم سفنجوفيلي (sphingophily). بعض الأنواع تتنقل بشكل عام والبعض الآخر محدد جدًا مع النبات الذي يتم تلقيحه بشكل ناجح مع أنواع محددة من الفراشات. كثيرًا ما توجد هذه العلاقة بين الأوركيدا وفراشات الصقر حيث أنها تتمتع بأنبوب تويج طويل جدًا. قام أوبرت دي بيتيت ثوراس (Aubert du Petit-Thouars) عام 1822 بوصف أوركيدا المُذنّب أنجريكوم سسكويبيدال (Angraecum sesquipedale) وهي زهرة مالاجاسي نادرة وبها رحيق مخزن في أنبوب طوله 30 سنتيمترًا، وتنبأ تشارلز دارون (Charles Darwin) المشهور مؤخرًا لها بأن هناك حيوانات معينة تتغذى منها:
«[ لدى أ.سسكويبيدال غدد رحيق طولها 11 ونصف بوصة ويوجد الرحيق الحلو [...] في آخر بوصة ونصف من أسفل، ومع ذلك فإنه من المفاجئ أن أي حشرة بإمكانها أن تصل إلى الرحيق. لدى السفينكس الإنجليزية خاصتنا خرطوم يبلغ طوله طول جسمها، ولكن في مدغشقر لا بد أن تكون الفراشات لها خرطوم قادر على التمدد ما بين 10 إلى 12 بوصة!»
قام ألفريد راسل والاس (Alfred Russel Wallace) بنشر نوع من «ملصق مرغوب» (على الأصح رسم في كتاب)[هل المصدر موثوق به؟] يعبر عما يمكن أن تبدو عليه هذه الفراشة وبالتزامن مع زميله أصاف:
يبلغ طول خرطوم فراشة الصقر من النوع الأفريقي الاستوائي (ذانثوبان مورجاني (Xanthopan morganii)) سبع بوصات ونصف. تستطيع الأنواع التي يبلغ طول خرطومها اثنين أو ثلاثة بوصات أن يصل إلى الرحيق في أنجريكوم سيسكويبيدال (Angræcum sesquipedale) والتي يبلغ طول غدتها الرحيقية من عشرة إلى أربعة عشرة بوصة. مثل هذه الفراشة في مدغشقر يمكن التبؤ بمكانها بكل سهولة، ويمكن لعلماء الطبيعة أن يبحثوا عنها بكل ثقة كما يبحث علماء الفضاء عن كوكب نبتون وسيجدونها بنفس درجة النجاح."
تم اكتشاف 21 نوعًا محتملاً مؤخرًا ولأجلها تم تصنيف فراشة الشقر محل البحث بأنها تحت نوع من النوع الذي ذكره والاس: ذانثوبان مورجاني ذانثوبان مورجاني برايدكتا،  ولأجلها أعطي اسم لتحت النوع براديكتا («المتنبأ بها»). ومع ذلك فقد تم إعلان التحت نوع كـ «غير صالح» بسبب تشابهه مع أنواع رئيسية.

## أنواع مُمَثلة
دافنس نيري (Daphnis nerii)|فراشة الصقر أولياندر (Oleander Hawk Moth)(''دافنس نيري (Daphnisnerii)'') هوجلي- تشوتشورا (Hugli-Chuchura) هوولي البغال الغربية الهند [[هناك ما يقرب من 1450 نوعًا من فراشة الصقر مصنفة في حوالي 200 جنس. بعض أفضل الأنواع المعروفة:
- ]] سفنكس ليجوستري (Sphinx ligustri)| فراشة الصقر برايفت () [[(سفنكس ليجوستري (Sphinx ligustri))
- ]] فراشة الصقر ذات رأس الموت[[(آشيرونتيا آتروبوس (Acherontia atropos))
- ميماس تيليا (Mimas tiliae)|فراشة الصقر ليم (Lime) (ميماس تيليا)
- ]] لاثو بوبولي (Laothoe populi)| فراشة الصقر بوبلار [[(لاثو بوبولي )
- ]] سيراتوميا كاتلبا (Ceratomia catalpae)|كاتالبا سفنكس [[(سيراتوميا كاتلبا)
- ]] ماكروجلوسوم ستيلاتاروم (Macroglossum stellatarum)|فراشة الصقر الطائر الطنان [[(ماكروجلوسوم ستيلاتاروم)
- ]] دييلفيلا إلبينور (Deilephila elpenor)|فراشة الصقر الفيل [[(دييلفيلا إلبينور)
- ]] هيبوشن سلريو (Hippotion celerio)|فراشة الصقر الكرمة [[(هيبوشن سلريو)
- ]] هايلز إيوفوربيا (Hyles euphorbiae)|فراشة الصقر سبورج [[(هايلز إيوفوربيا)
- ]] دافنس نيري (Daphnis nerii)|فراشة الصقر أولياندر [[(دافنس نيري)
- ]] ماندوكا كوينكوماكولاتا (Manduca quinquemaculata)|دودة الطماطم [[(ماندوكا كوينكوماكولاتا)

## في الثقافة الشعبية
كتب]] جون ليونيل (John Linnell) صاحب فرقة الروك الموسيقية ذي مايت بي جيانتس (They Might Be Giants)الأغنية "نحلة طائر الفراشة" (في ألبوم الآخر (The Else)) بعد أن رأى فراشة الطائر الطنان وهي على ما يبدو واحدة من أفراد الفصيلة التي تشبه الطائر الطنان.
أدرج إدجار آلان بو (Edgar Allan Poe) فراشة سفنكس في «السفينكس (The Sphinx)» ظنت الشخصية الرئيسية بالخطأ أن الفراشة الموجودة على النافذة هي وحش عملاق. وأشار صديقه لدهشته بأنها في الحقيقة قريبة جدًا وليست على التلة على بعد.

## وصلات خارجية
- European Butterflies and Moths[وصلة مكسورة]
- Sphingidae of the United States
- Family Sphingidae at Lepidoptera.pro
- Pictures
- Australian Museum Fact Sheet - Hawk Moths
- CATE-Sphingidae: a recently initiated project to produce a "one-stop shop" for Sphingidae taxonomy
- CSIRO: Australian Moths Online - Sphingidae
- ACG نسخة محفوظة 20 يوليو 2019 على موقع واي باك مشين. Sphingidae of Costa Rica images.
- List of Sphingidae Types (Museum Witt München).
- Flickr Images, mosly excellent